# Изгряващо слънце
„Изгряващо слънце“ (на английски: Rising Sun) е американски криминален трилър от 1993 г. на режисьора Филип Кауфман, който е съсценарист с Майкъл Крайтън и Майкъл Бакес. Във филма участват Шон Конъри (който също е изпълнителен продуцент на филма), Уесли Снайпс, Харви Кайтел и Кари-Хироюки Тагава. Той е базиран на едноименния роман, написан от Майкъл Крайтън през 1992 г.